# Gauss-féle második alapmennyiség
A differenciálgeometriában a Gauss-féle második alapmennyiség egy háromdimenziós euklideszi térben lévő sima felület érintő síkján vett kvadratikus alak, amelyet általában római kettes számmal jelölünk: {\displaystyle \mathrm {I\!I} }. A Gauss-féle első alapmennyiséggel együtt arra szolgál, hogy meghatározza a felület külső invariánsait, annak fő görbületeit. Általánosabban, egy ilyen kvadratikus alak definiálva van sima hiperfelületekre egy Riemann-sokaságban és azokhoz megfelelően választott egység hosszú normálvektorokra minden pontban. 
Egy általános paraméteres felület Gauss-féle második alapmennyiségei a következőképpen vannak definiálva. Legyen r = r(u,v) egy természetes paramétereséze egy R3-beli felületnek, ahol r egy sima, kétváltozós, vektor értékű függvény. Szokás r parciális deriváltjait u és v szerint rendre ru-val és rv-vel jelölni. A paraméterezés természetes voltából következik, hogy ru és rv lineárisan függetlenek tetszőleges (u,v) párra r értelmezési tartományában, ezáltal kifeszítve az S érintősíkot minden pontban. Ezzel ekvivalensen az ru × rv keresztszorzat eredménye egy nemnulla vektor, amely merőleges a felületre. A paraméterezés tehát meghatározza egység hosszú normálvektorok (n) egy mezőjét:
{\displaystyle \mathbf {n} ={\frac {\mathbf {r} _{u}\times \mathbf {r} _{v}}{|\mathbf {r} _{u}\times \mathbf {r} _{v}|}}.}
A Gauss-féle második alapmennyiség szokásos írásmódja:
{\displaystyle \mathrm {I\!I} =L\,{\text{d}}u^{2}+2M\,{\text{d}}u\,{\text{d}}v+N\,{\text{d}}v^{2},\,}
melynek mátrixa az érintő sík {ru, rv} bázisára
{\displaystyle {\begin{bmatrix}L&M\\M&N\end{bmatrix}}.}
Az L, M, N együtthatók a parametrikus uv-sík egy adott pontjában megkaphatóak r második parciális deriváltjainak a normál vektor által meghatározott egyenesre történő vetítéseiként, melyek a skaláris szorzat segítségével a következőképpen számíthatóak:
{\displaystyle L=\mathbf {r} _{uu}\cdot \mathbf {n} ,\quad M=\mathbf {r} _{uv}\cdot \mathbf {n} ,\quad N=\mathbf {r} _{vv}\cdot \mathbf {n} .}